# Quercus cravenensis
Quercus cravenensis är en bokväxtart som beskrevs av Elbert Luther Little. Quercus cravenensis ingår i släktet ekar, och familjen bokväxter. Inga underarter finns listade.